# Diego Costa Silva
Diego Costa Silva, meglio noto solo come Diego (Itaqui, 11 maggio 1979), è un allenatore di calcio ed ex calciatore brasiliano, di ruolo portiere.

## Palmarès

### Giocatore

#### Competizioni nazionali
- Coppa del Brasile: 1

Fluminense: 2007

#### Competizioni statali
- Campionato Paranaense: 1

Atl. Paranaense: 2005

#### Individuale
- Bola de Prata: 1

2002